# Euchromius ramburiellus
Euchromius ramburiellus là một loài bướm đêm trong họ Crambidae.